# Acilius duvergeri
Acilius duvergeri là một loài bọ cánh cứng thuộc họ Dytiscidae. Nó được tìm thấy ở Algeria, Ý, Maroc, Bồ Đào Nha, và Tây Ban Nha.

## Hình ảnh

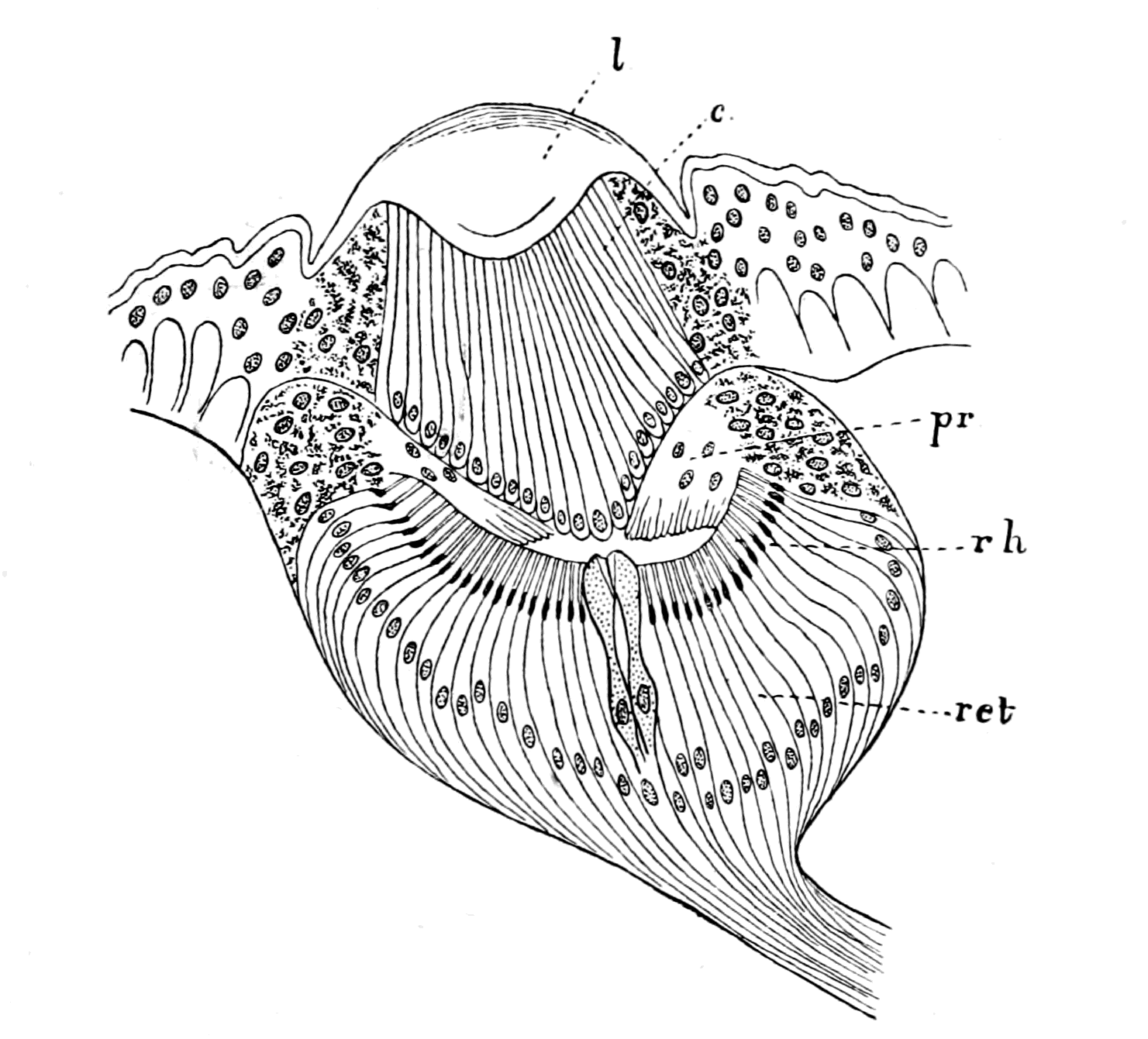